# 티나 모도티

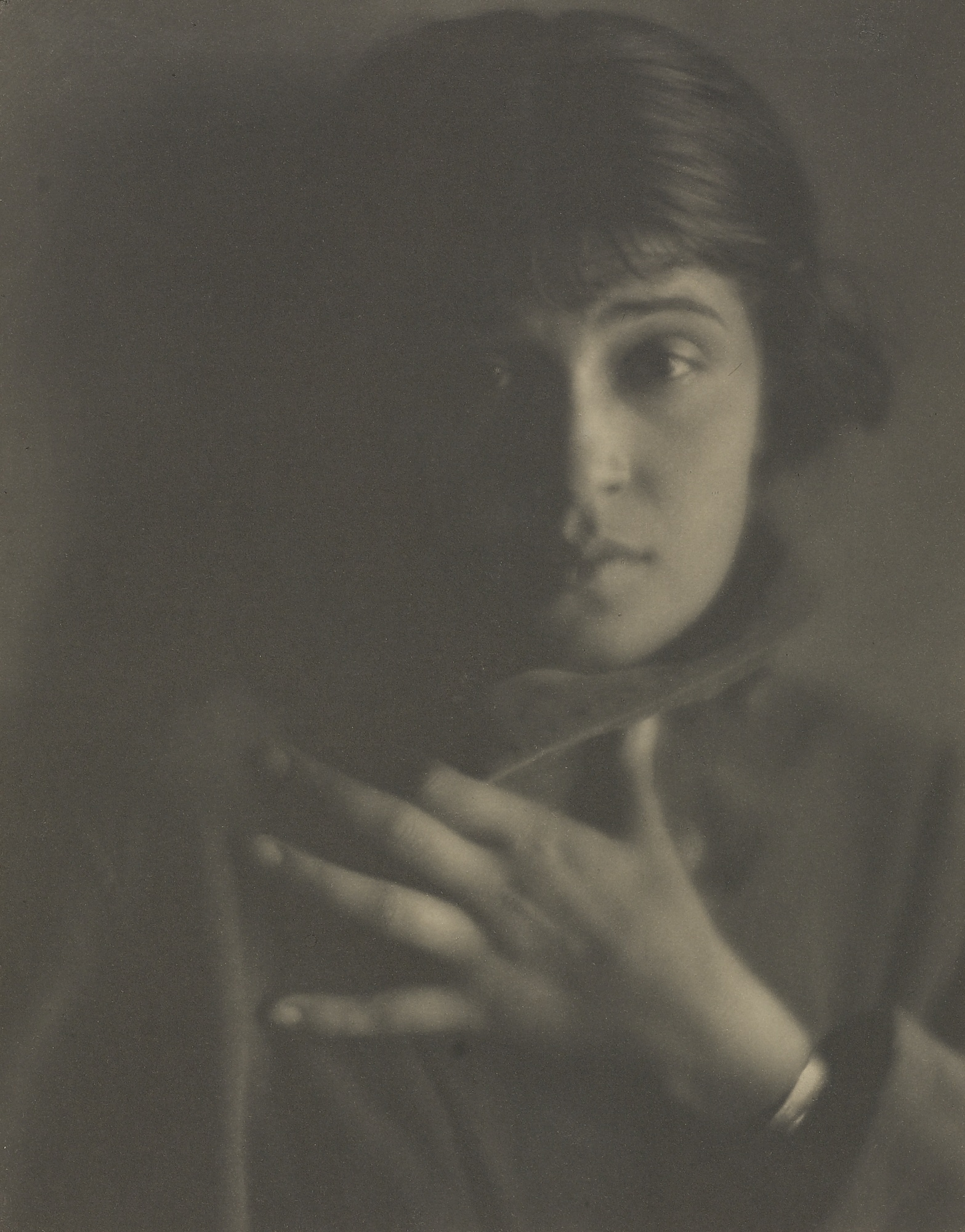
1921년 에드워드 웨스턴이 촬영한 티나 모도티.

티나 모도티(이탈리아어: Tina Modotti, 1896년 8월 16/17일 - 1942년 1월 5일)는 이탈리아계 사진사, 모델, 여배우이며 코민테른 활동가였다. 1913년 미국으로 이주하여 캘리포니아에서 침모, 모델, 배우 등의 일을 했다. 1922년 멕시코로 이주하여 멕시코공산당의 열성 당원이 되었다.